# Basilika St. Theresa (Keszthely)

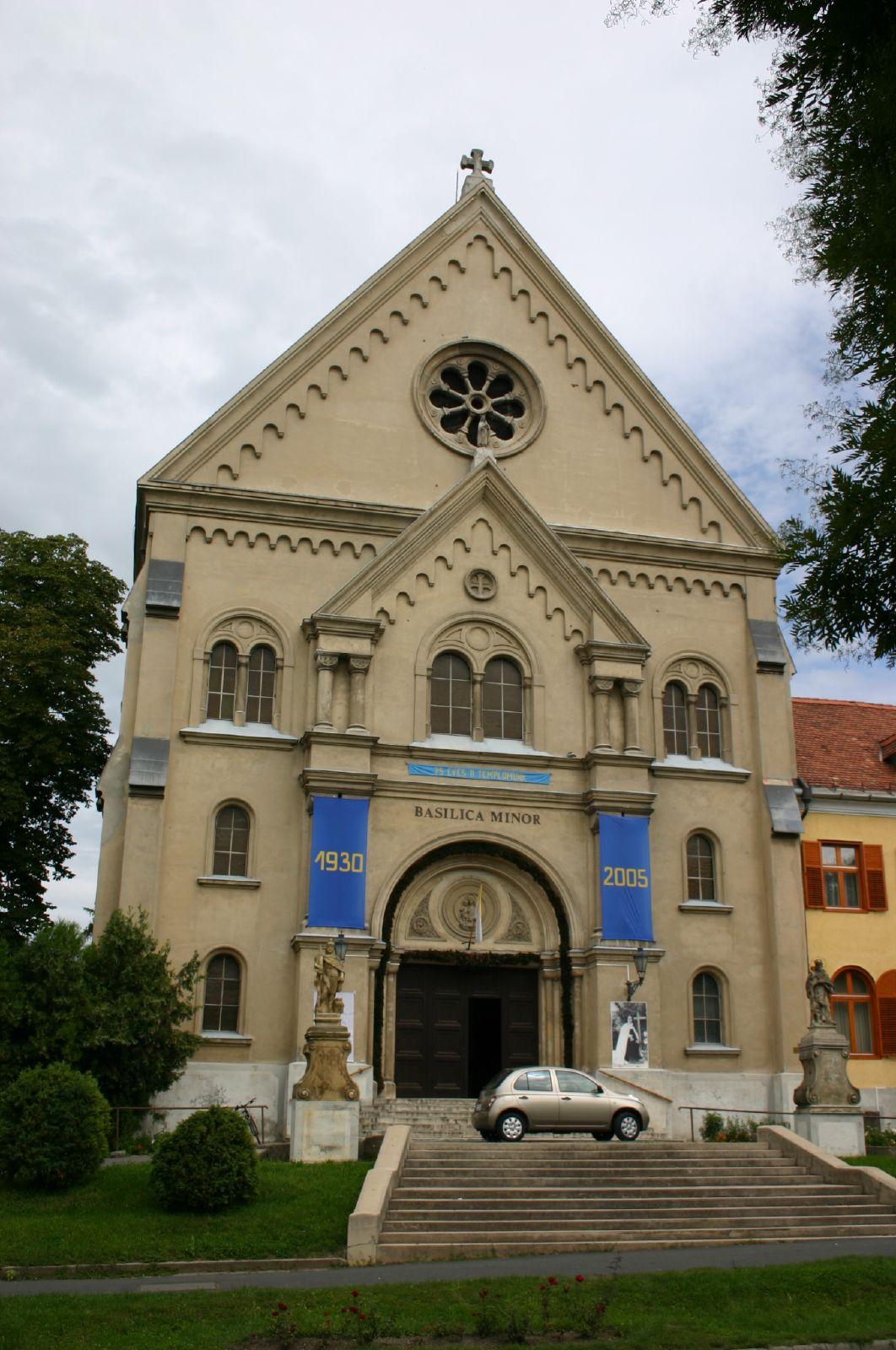
Fassade

St. Theresa (ungarisch Kis Szent Teréz Bazilika) ist eine römisch-katholische Pfarr- und Klosterkirche der Karmeliten in der ungarischen Stadt Keszthely. Sie ist dem Erzbistum Veszprém unterstellt und wurde 1989 von Papst Johannes Paul II. in den Rang einer Basilica minor erhoben.
Die von Bruno Buchwieser senior aus Wien entworfene Kirche wurde 1927 bis 1930 errichtet, wobei sich ihr Stil an der italienischen Romanik orientiert. 1945 wurden die Karmeliten vertrieben und die Kloster- in eine Pfarrkirche umgewandelt. 1950 wurde der Karmelitenorden in Ungarn verboten. Erst 1989 konnten die Karmeliten wieder zurückkehren. Der 38 Meter hohe freistehende Glockenturm wurde im Zweiten Weltkrieg beschädigt und erst in der politischen Wendezeit rekonstruiert. Diese Arbeiten wurden 1999 abgeschlossen.
Im Gegensatz zum romanischen Äußeren präsentiert sich der Innenraum in schlichtem Neoklassizismus. Da die Kirche bis weit in die 1930er Jahre ausgestattet wurde, konnte die Kirche erst 1938 geweiht werden. Die Orgel wurde erst 1937 von der Firma Angster aus Pécs installiert. Auf dem Hochaltar befindet sich eine Statue der hl. Therese von Lisieux aus Carrara-Marmor. Die Nebenaltäre sind Unserer Lieben Frau auf dem Berge Karmel und den hll. Josef, Stephan und Theresa von Ávila geweiht. Sechs der sieben Altäre schuf der Bildhauer Lajos Krsznai. Da er vor Abschluss der Arbeiten verstarb, bearbeitete Károly Lorencz den letzten Altar.